# Andigel
Andigel (Protoclepsis tesselata) (synonym "Theromyzon tessulatum") är en ringmaskart. Andigel ingår i släktet Protoclepsis, och familjen broskiglar. Arten är reproducerande i Sverige. Arten parasiterar andfåglar.